# Benjamin Raich
Benjamin Raich (Arzl im Pitztal, 28 de febrero de 1978) es un deportista austríaco que compitió en esquí alpino; dos veces campeón olímpico y tres veces campeón mundial. Su esposa, Marlies Schild, compitió en el mismo deporte.

## Trayectoria
Participó en cuatro Juegos Olímpicos de Invierno, obteniendo en total cuatro medallas, dos de bronce en Salt Lake City 2002 (eslalon y combinada) y dos de oro en Turín 2006 (eslalon y eslalon gigante), el cuarto lugar en Vancouver 2010 (eslalon) y el séptimo en Sochi 2014 (eslalon gigante).
Ganó diez medallas en el Campeonato Mundial de Esquí Alpino entre los años 2001 y 2011. En la Copa del Mundo consiguió 36 victorias y 92 podios en total.
En 2006 recibió la Condecoración de Honor de Oro de la Orden al Mérito de la República de Austria y el premio Skieur d’Or. Ese mismo año fue nombrado «Deportista masculino del año» en su país.
Se retiró de la competición en 2015. Dirige una escuela de esquí y ha trabajado como comentador deportivo para la cadena ORF.

## Palmarés internacional
| Juegos Olímpicos   | Juegos Olímpicos                  | Juegos Olímpicos  | Juegos Olímpicos |
| Año                | Lugar                             | Medalla           | Prueba           |
| ------------------ | --------------------------------- | ----------------- | ---------------- |
| 2002               | Salt Lake City (Estados Unidos)   | Medalla de bronce | Eslalon          |
| 2002               | Salt Lake City (Estados Unidos)   | Medalla de bronce | Combinada        |
| 2006               | Turín (Italia)                    | Medalla de oro    | Eslalon          |
| 2006               | Turín (Italia)                    | Medalla de oro    | Eslalon gigante  |
| Campeonato Mundial |                                   |                   |                  |
| Año                | Lugar                             | Medalla           | Prueba           |
| 2001               | St. Anton (Austria)               | Medalla de plata  | Eslalon          |
| 2005               | Bormio (Italia)                   | Medalla de oro    | Eslalon          |
| 2005               | Bormio (Italia)                   | Medalla de oro    | Combinada        |
| 2005               | Bormio (Italia)                   | Medalla de plata  | Eslalon gigante  |
| 2005               | Bormio (Italia)                   | Medalla de plata  | Equipo mixto     |
| 2005               | Bormio (Italia)                   | Medalla de bronce | Supergigante     |
| 2007               | Åre (Suecia)                      | Medalla de oro    | Equipo mixto     |
| 2007               | Åre (Suecia)                      | Medalla de plata  | Supercombinada   |
| 2009               | Val d’Isère (Francia)             | Medalla de plata  | Eslalon gigante  |
| 2011               | Garmisch-Partenkirchen (Alemania) | Medalla de plata  | Equipo mixto     |